# Discographie de Duke Ellington

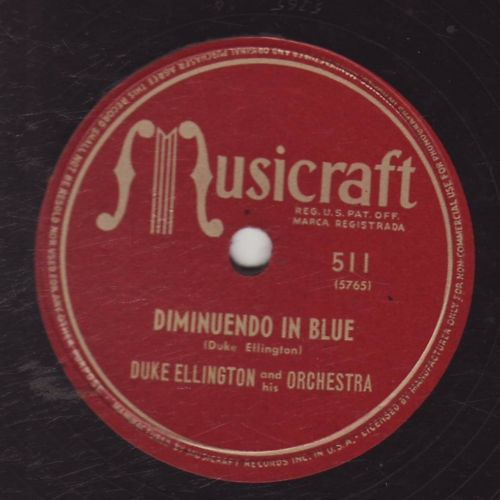
Vinyle.

Cette page présente les principaux enregistrements de la discographie de Duke Ellington, listés par l'année (dernière session d'enregistrement).

## 1920-1929
Vers la fin des années 1920 et au début des années 1930, Ellington et son band ont enregistré pour les labels BluDisc, Pathé, Victor, Brunswick, Columbia, Okeh, Vocalion, Cameo, RCA-Victor, Plaza, Durium et ARC. Certains labels, tels que RCA-Victor, Okeh et Brunswick ont compilé en coffrets les premiers enregistrements de Duke Ellington, tandis que le contenu des autres labels est éparpillé. La source la plus complète sur les premiers travaux d'Ellington sont les éditions Classics. Cependant ces enregistrements ne proposent pas les prises alternatives qui peuvent être offertes dans d'autres collections.
| Enregistrement | Nom de l'album                                             | Label             | Notes        |
| 1926           | 1924-1926 : The Birth of A Band Vol. 1                     | EPM Musique       | Paru en 1988 |
| 1926           | The Birth of Big Band Jazz                                 | Riverside         | Paru en 1956 |
| 1926           | Complete Edition (1924–1926)                               | Masters of Jazz   |              |
| 1927           | The Chronological Duke Ellington & His Orchestra 1924-1927 | Classics          |              |
| 1927           | Complete Edition (1926–1927)                               | Masters of Jazz   |              |
| 1928           | Duke Ellington and His Orchestra: 1927-1928                | Classics          | Paru en 1996 |
| 1928           | Duke Ellington and His Orchestra: 1928                     | Classics          |              |
| 1928           | Complete Vol. 1: 1925-1928                                 | Columbia - France | Paru en 1973 |
| 1928           | The Chronological Duke Ellington & His Orchestra 1927-1928 | Classics          |              |
| 1928           | The Chronological Duke Ellington & His Orchestra 1928      | Classics          |              |
| 1928           | Complete Edition (1927–1928)                               | Masters of Jazz   |              |
| 1928           | Complete Edition (1928) (2 disques)                        | Masters of Jazz   |              |
| 1929           | Flaming Youth (1927–1929)                                  | RCA Victor        | Paru en 1965 |
| 1929           | The Chronological Duke Ellington & His Orchestra 1928-1929 | Classics          |              |
| 1929           | The Chronological Duke Ellington & His Orchestra 1929      | Classics          |              |
| 1929           | Complete Edition (1929) (2 disques)                        | Masters of Jazz   |              |

## 1930-1939
| Enregistrement | Nom de l'album                                                    | Label             | Notes                                 |
| 1930           | The OKeh Ellington                                                | Columbia          | Paru en 1991                          |
| 1930           | The Works of Duke: Vol. 1 - Vol. 5                                | RCA               |                                       |
| 1930           | The Chronological Duke Ellington & His Orchestra 1929-1930        | Classics          |                                       |
| 1930           | The Chronological Duke Ellington & His Orchestra 1930 (2 volumes) | Classics          |                                       |
| 1930           | Complete Edition (1929–1930)                                      | Masters of Jazz   |                                       |
| 1930           | Complete Edition (1930) (2 disques)                               | Masters of Jazz   |                                       |
| 1931           | Early Ellington: The Complete Brunswick Recordings (3 disques)    | Decca             | Paru en 1994                          |
| 1931           | Jazz Heritage Brunswick/Vocalion Rarities (1926–1931)             | MCA               | Paru en 1983                          |
| 1931           | Mood Indigo (1927–1931)                                           | Columbia          | Paru en 1992                          |
| 1931           | The Chronological Duke Ellington & His Orchestra 1930-31          | Classics          |                                       |
| 1931           | Complete Edition (1930–1931)                                      | Masters of Jazz   |                                       |
| 1932           | Jungle Nights In Harlem (1927–1932)                               | Bluebird          | Paru en 1991                          |
| 1932           | Jazz Cocktail                                                     | AVS/Living Era    | 1928–1932                             |
| 1932           | The Chronological Duke Ellington & His Orchestra 1931-32          | Classics          |                                       |
| 1933           | The Chronological Duke Ellington & His Orchestra 1932-33          | Classics          |                                       |
| 1933           | The Chronological Duke Ellington & His Orchestra 1933             | Classics          |                                       |
| 1934           | Early Ellington: 1927-1934                                        | Bluebird          | Paru en 1954; sur CD en 1990 chez RCA |
| 1934           | Duke Ellington 1927-1934                                          | Nimbus            | Paru en 1991                          |
| 1934           | Great Original Performances 1927-1934                             | Mobile Fidelity   | Paru en 1989                          |
| 1934           | Jubilee Stomp                                                     | Bluebird          | 1928–1934                             |
| 1935           | The Chronological Duke Ellington & His Orchestra 1933-35          | Classics          |                                       |
| 1936           | Rockin’ in Rhythm (1927–1936)                                     | Jazz Hour         | Paru en 1996                          |
| 1936           | The Chronological Duke Ellington & His Orchestra 1935-36          | Classics          |                                       |
| 1937           | The Chronological Duke Ellington & His Orchestra 1936-37          | Classics          |                                       |
| 1937           | The Chronological Duke Ellington & His Orchestra 1937 (2 volumes) | Classics          |                                       |
| 1938           | Braggin’ in Brass: The Immortal 1938 Year                         | Portrait          |                                       |
| 1938           | The Chronological Duke Ellington & His Orchestra 1938             | Classics          |                                       |
| 1939           | Duke Ellington Playing the Blues (1927–1939)                      | Black and Blue    | Paru en 2002                          |
| 1939           | The Duke’s Men: Small Groups vol. 2, 1938-1939                    | Columbia/Vocalion |                                       |
| 1939           | The Chronological Duke Ellington & His Orchestra 1938-39          | Classics          |                                       |
| 1939           | The Chronological Duke Ellington & His Orchestra 1939 (2 volumes) | Classics          |                                       |

## 1940-1949
La production au début des années 1940 est limitée en raison de la grève des enregistrements entre juillet 1942 et novembre 1944 chez RCA Victor mais Ellington effectue plusieurs représentations annuelles au Carnegie Hall. Au cours du concert donné en janvier 1943, Ellington a présenté sa première suite, Black, Brown and Beige. Cette période a également vu l'apparition de la Liberian Suite ainsi que des enregistrements très estimés avec en vedette Jimmy Blanton et Ben Webster, « le meilleur band d'Ellington » selon le critique Bob Blumenthal.
| Enregistrement | Nom de l'album                                                    | Label                 | Notes        |
| 1940           | On the Air                                                        |                       |              |
| 1940           | Fargo, North Dakota, November 7, 1940                             | Vintage Jazz Classics |              |
| 1940           | The Blanton–Webster Band (1939–1942)                              | RCA/BlueBird          |              |
| 1940           | The Duke in Boston                                                | Jazz Unlimited        |              |
| 1940           | The British Connection: 1933-1940                                 | Jazz Unlimited        |              |
| 1940           | The Chronological Duke Ellington & His Orchestra 1939-40          | Classics              |              |
| 1940           | The Chronological Duke Ellington & His Orchestra 1940 (2 volumes) | Classics              |              |
| 1941           | Take the "A" Train                                                | Vintage Jazz Classics |              |
| 1941           | The Great Ellington Units                                         | Bluebird              | Paru en 1983 |
| 1941           | 1941 Classics - Live in Hollywood                                 | Alamac                |              |
| 1941           | The Chronological Duke Ellington & His Orchestra 1940-41          | Classics              |              |
| 1941           | The Chronological Duke Ellington & His Orchestra 1941             | Classics              |              |
| 1942           | Hollywood Swing & Jazz (1937–1942)                                | Rhino                 |              |
| 1942           | Never No Lament: The Blanton-Webster Band (1939–1942)             | Bluebird              | Paru en 2003 |
| 1943           | The Carnegie Hall Concerts: January 1943                          | Prestige              | Paru en 1977 |
| 1943           | The Carnegie Hall Concerts: December 1943                         | Storyville            |              |
| 1943           | Live at the Hurricane                                             | Storyville            |              |
| 1944           | The Carnegie Hall Concerts: December 1944                         | Prestige              | Paru en 1977 |
| 1944           | The Chronological Duke Ellington & His Orchestra 1942-44          | Classics              |              |
| 1945           | The Chronological Duke Ellington & His Orchestra 1944-45          | Classics              |              |
| 1945           | The Chronological Duke Ellington & His Orchestra 1945 (2 volumes) | Classics              |              |
| 1945           | The Treasury Shows 1943-1945 (13 double LP)                       | D.E.T.S.              |              |
| 1945           | Duke's Joint (1943–1945)                                          | Buddha                |              |
| 1945           | The Duke Ellington World Broadcasting Series                      | Circle                |              |
| 1946           | The Carnegie Hall Concerts: January 1946                          | Prestige              | Paru en 1977 |
| 1946           | The Chronological Duke Ellington & His Orchestra 1945-46          | Classics              |              |
| 1946           | The Chronological Duke Ellington & His Orchestra 1946 (2 volumes) | Classics              |              |
| 1946           | The Great Chicago Concerts                                        | Music Masters         |              |
| 1946           | Happy Go Lucky Local                                              | Musicraft             |              |
| 1947           | The Carnegie Hall Concerts: December 1947                         | Prestige              | Paru en 1977 |
| 1947           | Daybreak Express                                                  |                       |              |
| 1947           | Live at the Hollywood Bowl                                        |                       |              |
| 1947           | Duke Ellington Vol. 4: April 30, 1947                             |                       |              |
| 1947           | The Chronological Duke Ellington & His Orchestra 1946-47          | Classics              |              |
| 1947           | The Chronological Duke Ellington & His Orchestra 1947 (2 volumes) | Classics              |              |
| 1947           | Duke Ellington at Ciro's                                          | Dems                  |              |
| 1947           | Liberian Suite                                                    | Columbia              |              |
| 1948           | Live at Click Restaurant Philadelphia Vol. 1                      |                       |              |
| 1948           | Live at Click Restaurant Philadelphia Vol. 2                      |                       |              |
| 1948           | Carnegie Hall 30 November 1948                                    |                       |              |
| 1948           | The Chronological Duke Ellington & His Orchestra 1947-48          | Classics              |              |
| 1948           | Cornell University                                                | Music Masters         |              |
| 1949           | The Chronological Duke Ellington & His Orchestra 1948-49          | Classics              |              |
| 1949           | Duke Ellington at the Hollywood Empire                            | Storyville            |              |

## 1950-1959
Ellington débute les années 1950 avec le départ de Johnny Hodges, de Sonny Greer et de Lawrence Brown. Il fait cependant un retour remarqué au Newport Jazz Festival le 7 juillet 1956 avec un long et mémorable solo de 27 chorus du saxophoniste Paul Gonsalves sur Diminuendo and Crescendo in Blue. En signant avec Columbia il réalise Ellington at Newport, la meilleure vente de sa carrière.
| Enregistrement | Nom de l'album                                                    | Label                | Notes                                                       |
| 1950           | The Chronological Duke Ellington & His Orchestra 1949-50          | Classics             |                                                             |
| 1950           | The Chronological Duke Ellington & His Orchestra 1950             | Classics             |                                                             |
| 1950           | Live In Zurich, Switzerland 2.5.1950                              | TCB Music            |                                                             |
| 1950           | Great Times!                                                      | Riverside            |                                                             |
| 1951           | Johnny Hodges, Duke Ellington, and Billy Strayhorn All Stars      | Prestige             |                                                             |
| 1951           | The Chronological Duke Ellington & His Orchestra 1950-51          | Classics             |                                                             |
| 1951           | The Chronological Duke Ellington & His Orchestra 1951             | Classics             |                                                             |
| 1951           | Masterpieces by Ellington                                         | Columbia             |                                                             |
| 1952           | Ellington Uptown                                                  | Columbia             |                                                             |
| 1952           | Duke on the Air (at Southland 1940 & at the Cotton club 1937)     | Collector's classics | Denmark                                                     |
| 1952           | The Seattle Concert                                               | RCA                  |                                                             |
| 1952           | Live at the Blue Note                                             | Bandstand            |                                                             |
| 1952           | Duke Ellington at Birdland                                        | Jazz Unlimited       |                                                             |
| 1952           | The Chronological Duke Ellington & His Orchestra 1952             | Classics             |                                                             |
| 1953           | The Pasadena Concert                                              | GNP                  |                                                             |
| 1953           | Duke Ellington Plays the Blues                                    | RCA                  |                                                             |
| 1953           | The Chronological Duke Ellington & His Orchestra 1952-53          | Classics             |                                                             |
| 1953           | The Chronological Duke Ellington & His Orchestra 1953 (2 volumes) | Classics             |                                                             |
| 1953           | Premiered by Ellington                                            | Capitol              |                                                             |
| 1953           | The Duke Plays Ellington                                          | Capitol              | Paru en CD avec le titre Piano Reflections                  |
| 1954           | Ellington ‘55                                                     | Capitol              |                                                             |
| 1954           | Dance to the Duke!                                                | Capitol              |                                                             |
| 1954           | Duke Ellington Plays                                              | Allegro              | enregistrements Musicraft de 1946                           |
| 1954           | Happy Birthday Duke! April 29 Birthday Sessions                   | Laserlight           |                                                             |
| 1954           | 1954 Los Angeles Concert                                          | GNP                  |                                                             |
| 1955           | Ellington Showcase                                                | Capitol              |                                                             |
| 1955           | Duke’s Mixture                                                    | Columbia             |                                                             |
| 1955           | Here's the Duke                                                   | Columbia             |                                                             |
| 1955           | The Duke and His Men                                              | RCA                  |                                                             |
| 1955           | Jazz Masters: 1953-1955                                           | EMI                  |                                                             |
| 1955           | The Washington, D.C. Armory Concert                               | Jazz Guild           |                                                             |
| 1955           | The Complete Capitol Recordings of Duke Ellington                 | Mosaic records       |                                                             |
| 1955           | The Carnegie Hall Concerts: March 1955                            |                      |                                                             |
| 1956           | Blue Rose                                                         | Columbia             |                                                             |
| 1956           | Historically Speaking                                             | Bethlehem            |                                                             |
| 1956           | Duke Ellington Presents...                                        | Bethlehem            |                                                             |
| 1956           | Ellington at Newport                                              | Columbia             |                                                             |
| 1956           | Duke Ellington and the Buck Clayton All Stars at Newport          | Columbia             |                                                             |
| 1956           | Al Hibbler Sings with the Duke                                    | Columbia             |                                                             |
| 1956           | The Complete Porgy and Bess                                       |                      |                                                             |
| 1956           | Ellington '56                                                     | Music and Arts       |                                                             |
| 1956           | Live From The 1956 Stratford Festival                             | Music and Arts       |                                                             |
| 1956           | A Drum Is a Woman                                                 | Columbia             |                                                             |
| 1957           | Studio Sessions, Chicago 1956                                     | LMR                  | Paru sous le titre The Private Sessions Volume One en 1987  |
| 1957           | Such Sweet Thunder                                                | Columbia             |                                                             |
| 1957           | Ella Fitzgerald Sings the Duke Ellington Songbook                 | Verve                |                                                             |
| 1957           | Live at the 1957 Stratford Music Festival                         | Music & Arts         |                                                             |
| 1957           | All-Star Road Band - Volume 2                                     | CBS                  |                                                             |
| 1957           | In a Mellotone                                                    | RCA-Victor           |                                                             |
| 1958           | Black, Brown and Beige                                            | Columbia             |                                                             |
| 1958           | Dance Concerts, California 1958                                   | LMR                  | Sorti sous le titre The Private Sessions Volume Two en 1987 |
| 1958           | Dance Dates, California 1958                                      | LMR                  | Sorti sous le titre The Private Sessions Volume Six en 1987 |
| 1958           | Duke Ellington at the Bal Masque                                  | Columbia             |                                                             |
| 1958           | The Cosmic Scene                                                  | Columbia             |                                                             |
| 1958           | Happy Reunion                                                     | Sony                 |                                                             |
| 1958           | Ellington Indigos                                                 | Columbia             |                                                             |
| 1958           | Newport 1958                                                      | Columbia             |                                                             |
| 1958           | Jazz at the Plaza Vol. II                                         | Columbia             |                                                             |
| 1958           | Duke Ellington at the Alhambra                                    | Pablo                |                                                             |
| 1959           | Jazz Party                                                        | Columbia             |                                                             |
| 1959           | Back to Back: Duke Ellington and Johnny Hodges Play the Blues     | Verve                |                                                             |
| 1959           | Side by Side                                                      | Verve                |                                                             |
| 1959           | Anatomy of a Murder                                               | Columbia             |                                                             |
| 1959           | Live at the Blue Note                                             | Roulette             |                                                             |
| 1959           | Festival Session                                                  | Columbia             |                                                             |
| 1959           | Blues in Orbit                                                    | Verve                |                                                             |

## 1960-1969
Duke Ellington réalise dans les années 1960 des enregistrements avec de nombreuses stars, y compris Count Basie, Frank Sinatra, Louis Armstrong, John Coltrane, Ella Fitzgerald et Coleman Hawkins. Il a également écrit et enregistré plusieurs suites comme ses Sacred Concerts religieux, Perfume Suite ou encore le Latin American Suite.
| Enregistrement | Nom de l'album                                                            | Label          | Notes                                                           |
| 1960           | The Nutcracker Suite (incluant Sugar Rum Cherry)                          | Columbia       | Paru en CD avec le titre Three Suites                           |
| 1960           | Piano in the Background                                                   | Columbia       |                                                                 |
| 1960           | Swinging Suites par Edward E. and Edward G.                               | Columbia       |                                                                 |
| 1960           | Unknown Session                                                           | Columbia       |                                                                 |
| 1960           | Hot Summer Dance                                                          | Red Baron      |                                                                 |
| 1960           | Live At Monterey 1960'                                                    | Status         |                                                                 |
| 1961           | Piano in the Foreground                                                   | Columbia       |                                                                 |
| 1961           | The Great Reunion with Louis Armstrong                                    | Roulette       |                                                                 |
| 1961           | Together Again with Louis Armstrong                                       |                |                                                                 |
| 1961           | Paris Blues                                                               | United Artists |                                                                 |
| 1961           | First Time! The Count Meets the Duke - with Count Basie                   | Columbia       |                                                                 |
| 1961           | The Girl's Suite & The Perfume Suite                                      | Columbia       |                                                                 |
| 1962           | All American in Jazz                                                      | Columbia       |                                                                 |
| 1962           | Featuring Paul Gonsalves                                                  | Fantasy        |                                                                 |
| 1962           | Studio Sessions 1957 & 1962                                               | LMR            | Paru sous le titre The Private Collection Volume Seven en 1987  |
| 1962           | Midnight in Paris                                                         | Columbia       |                                                                 |
| 1962           | Duke Ellington Meets Coleman Hawkins                                      | Impulse!       |                                                                 |
| 1962           | Money Jungle                                                              | United Artists |                                                                 |
| 1962           | Duke Ellington and John Coltrane                                          | Impulse!       |                                                                 |
| 1962           | Will the Big Bands Ever Come Back?                                        |                |                                                                 |
| 1962           | Studio Sessions, New York, 1962                                           | LMR            | Sorti sous le titre The Private Collection Volume Three en 1987 |
| 1962           | Recollections of the Big Band Era                                         | Atlantic       |                                                                 |
| 1962           | The Feeling of Jazz                                                       | Black Lion     |                                                                 |
| 1962           | Duke 56/62                                                                | CBS            |                                                                 |
| 1963           | Afro-Bossa                                                                | Reprise        |                                                                 |
| 1963           | The Great Paris Concert                                                   | Atlantic       |                                                                 |
| 1963           | The Symphonic Ellington                                                   | Reprise        |                                                                 |
| 1963           | Duke Ellington's Jazz Violin Session                                      | Atlantic       |                                                                 |
| 1963           | Serenade to Sweden                                                        | Reprise        |                                                                 |
| 1963           | Studio Sessions New York 1963                                             | LMR            |                                                                 |
| 1963           | My People                                                                 | Red Baron      |                                                                 |
| 1964           | Ellington '65                                                             | Reprise        |                                                                 |
| 1964           | Duke Ellington Plays Mary Poppins                                         | Reprise        |                                                                 |
| 1964           | Jazz Group 1964                                                           | Jazz Anthology |                                                                 |
| 1964           | Live at Carnegie Hall 1964                                                | Jazz Up        |                                                                 |
| 1964           | Harlem                                                                    | Pablo Records  |                                                                 |
| 1964           | All-Star Road Band                                                        | CBS            |                                                                 |
| 1964           | At Basin Street East                                                      | Music & Arts   |                                                                 |
| 1964           | London: The Great Concerts                                                | MusicMasters   |                                                                 |
| 1964           | New York Concert                                                          | Musicmasters   |                                                                 |
| 1965           | Ellington '66                                                             | Reprise        |                                                                 |
| 1965           | Concert in the Virgin Islands                                             | Reprise        |                                                                 |
| 1965           | Ella at Duke's Place                                                      | Verve          |                                                                 |
| 1965           | The Duke at Tanglewood                                                    | RCA            |                                                                 |
| 1965           | Jumpin’ Pumkins                                                           |                |                                                                 |
| 1965           | '65 Revisited                                                             | Affinity       |                                                                 |
| 1965           | Two Great Concerts (1949 and 1965)                                        | Accord         |                                                                 |
| 1965           | A Concert of Sacred Music From Grace Cathedral                            | Status         |                                                                 |
| 1966           | The Stockholm Concert, 1966                                               | Pablo Records  |                                                                 |
| 1966           | The Popular Duke Ellington                                                | RCA            |                                                                 |
| 1966           | In the Uncommon Market                                                    | Pablo Records  |                                                                 |
| 1966           | Soul Call                                                                 | Verve          |                                                                 |
| 1966           | Ella and Duke at the Cote D'Azur                                          | Status         |                                                                 |
| 1966           | Far East Suite                                                            | RCA            |                                                                 |
| 1967           | Johnny Come Lately                                                        | RCA            | (1942/4/5)                                                      |
| 1967           | North of the Border in Canada                                             | MCA records    | UK                                                              |
| 1967           | Live at the Rainbow Grill                                                 | Moon records   | Italy (unofficial)                                              |
| 1967           | Beyond Category: The Musical Genius of Duke Ellington (1927–1967)         | Smithsonian    |                                                                 |
| 1967           | Live in Italy                                                             | Jazz Up        |                                                                 |
| 1967           | 1967 European Tour                                                        | Lone Hill      |                                                                 |
| 1967           | Studio Sessions, 1957, 1965, 1966, 1967, San Francisco, Chicago, New York | LMR            | Paru sous le titre The Private Collection Volume Eight en 1987  |
| 1967           | Berlin '65 / Paris '67                                                    | Pablo Records  |                                                                 |
| 1967           | The Jaywalker                                                             | Storyville     |                                                                 |
| 1967           | The Greatest Jazz Concert In The World                                    | Pablo Records  |                                                                 |
| 1967           | ...And His Mother Called Him Bill                                         | RCA            |                                                                 |
| 1967           | Francis A. & Edward K.                                                    | Reprise        |                                                                 |
| 1968           | Yale Concert                                                              | Fantasy        |                                                                 |
| 1968           | Second Sacred Concert                                                     | Prestige       |                                                                 |
| 1968           | Studio Sessions New York, 1968                                            | LMR            | Paru sous le titre The Private Collection Volume Nine en 1987   |
| 1969           | 70th Birthday Concert                                                     | Solid State    |                                                                 |

## 1970-1974
Ellington est resté actif jusqu'à la fin de sa vie, en enregistrant trois suites importantes dans les années 1970, son Third Sacred Concert, le New Orleans Suite, le Toga Brava Suite et The Afro-Eurasian Eclipse, une véritable aventure dans ce qu'on pourrait appeler la world music. Le concert qu'Ellington donne à Eastbourne en 1974 est son dernier enregistrement.
| Enregistrement | Nom de l'album                                        | Label           | Notes                                                         |
| 1970           | Latin American Suite                                  | Fantasy         | Enregistré en 1968 & 1970 - paru en 1972                      |
| 1970           | The Pianist                                           | Fantasy         | Enregistré en 1966 & 1970 - paru en 1974                      |
| 1970           | New Orleans Suite                                     | Atlantic        |                                                               |
| 1970           | Orchestral Works                                      | Decca           |                                                               |
| 1970           | The Suites, New York 1968 & 1970                      | LMR             | Paru sous le titre The Private Collection Volume Five en 1987 |
| 1970           | The Intimacy of the Blues                             | Fantasy         | Enregistré en 1967-70 - paru en 1986                          |
| 1971           | The Afro-Eurasian Eclipse                             | Fantasy         |                                                               |
| 1971           | Studio Sessions New York & Chicago, 1965, 1966 & 1971 | LMR             | Paru sous le titre The Private Collection Volume Ten en 1987  |
| 1971           | The Intimate Ellington                                | Pablo           | Paru en 1977                                                  |
| 1971           | Togo Brava Suite                                      | United Artists  |                                                               |
| 1972           | Live at the Whitney                                   | Impulse!        | Paru en 1995                                                  |
| 1972           | The Ellington Suites                                  | Pablo           | Enregistré en 1959-72 - paru en 1976                          |
| 1972           | This One's for Blanton!                               | Pablo           |                                                               |
| 1972           | Up in Duke’s Workshop                                 | Pablo           | Enregistré en 1969-72 - paru en 1979                          |
| 1973           | Duke's Big 4                                          | Pablo           |                                                               |
| 1973           | It Don't Mean A Thing If It Ain't Got That Swing      | Flying Dutchman |                                                               |
| 1973           | Third Sacred Concert                                  | RCA             |                                                               |
| 1974           | Eastbourne Performance                                | RCA             |                                                               |